# Bahnhof Augsburg Haunstetterstraße
Der Bahnhof Augsburg Haunstetterstraße (orthographisch korrekt wäre Augsburg Haunstetter Straße) ist ein Haltepunkt südlich der Augsburger Innenstadt, der in weiten Teilen auf einer Eisenbahnbrücke über der Haunstetter Straße liegt und sich in westlicher Richtung bis zur Hochfeldbrücke erstreckt. Von der Hochfeldbrücke führt seit Dezember 2009 eine Treppe zum südlichen Bahnsteig (Gleise 3 und 4). Östlich des Haltepunkts liegen die Einfahrsignale für den Augsburger Hauptbahnhof. Im Sinne der Eisenbahn-Bau- und Betriebsordnung ist der Haltepunkt damit Bestandteil des Augsburger Hauptbahnhofs.
Der Haltepunkt wurde im Jahre 1939 mit einem Inselbahnsteig fertiggestellt. Im Zuge des viergleisigen Ausbaus der Bahnstrecke Augsburg–München erfolgte die Erweiterung des Haltepunktes. Heute dient er hauptsächlich als Umsteigemöglichkeit zwischen den Regionalzügen und den Straßenbahnlinien 2 und 3 sowie den Sonderlinien 8 und 9.

## Geschichte
Bis 2006 hielten an dem 38 cm hohen Bahnsteig vor allem Züge der Paartalbahn, aber auch einzelne Kurse der Ammerseebahn sowie Regionalbahnen von und nach München.
Die beiden neuen 140 bzw. 300 m langen Inselbahnsteige wurden im September 2007 in Betrieb genommen. Seither bedienen auch Züge von und nach München regelmäßig den Haltepunkt. Auf der Südseite liegen die Regional- und Güterzuggleise der Bahnstrecke München–Augsburg, auf der Nordseite die Ferngleise, die auch von den Regionalzügen der Paartalbahn benutzt werden.
Westlich des Fernbahnsteigs verbindet eine Überleitverbindung die beiden Ferngleise. Im Bahnhofsbereich beginnt auf den Ferngleisen der Linienleiter der Linienzugbeeinflussung, die von schnell fahrenden Zügen von und nach München genutzt wird.

## Regionalverkehr
In Augsburg Haunstetterstraße halten fast alle RB- und RE-Züge, die Augsburg Hauptbahnhof in Richtung Augsburg-Hochzoll verlassen, um über Aichach nach Ingolstadt oder via Mering nach München, Geltendorf oder Weilheim zu fahren. Insgesamt ergibt sich auf der Augsburger „Stammstrecke“ Augsburg-Hochzoll – Augsburg Haunstetterstraße – Augsburg Hauptbahnhof – Augsburg-Oberhausen in der Hauptverkehrszeit ein 7,5-Minuten-Takt.
Für den Fernverkehr (ICE und IC) hat der Haltepunkt keine Bedeutung, da er als reine Nahverkehrsstation fungiert. Zum 1. Januar 2009 wurde Augsburg Haunstetterstraße in die Bahnhofskategorie 4 (hoch frequentierter Nahverkehrssystemhalt/Nahverkehrsknoten) aufgestuft. Mit der Neueinteilung der Bahnhofkategorisierung zum 1. Januar 2011 wurde der Bahnhof der Kategorie (jetzt Preisklasse) 3 zugeordnet.
Seitdem der Haltepunkt regelmäßig angefahren wird, hat er sich zu einem bedeutenden innerstädtischen Umsteigeknoten neben dem Hauptbahnhof und den Bahnhöfen Hochzoll sowie Oberhausen entwickelt. Für Pendler aus den südlichen Augsburger Stadtteilen entfällt somit der langwierige Umweg durch die Innenstadt zum Hauptbahnhof.
| Linie       | ehemalige AVV-Linie | Strecke | Strecke | Taktfrequenz                                                                         | Betreiber            |
| ----------- | ------------------- | --- | --- | ------------------------------------------------------------------------------------ | -------------------- |
| RE9         | R1                  | München – Mering – Augsburg Haunstetterstraße – Augsburg Hbf – Neusäß – Gessertshausen – Dinkelscherben – Günzburg – Ulm | München – Mering – Augsburg Haunstetterstraße – Augsburg Hbf – Neusäß – Gessertshausen – Dinkelscherben – Günzburg – Ulm | Zweistundentakt                                                                      | Arverio Bayern       |
| RE 80       | R1                  | München – Mering – Augsburg Haunstetterstraße – Augsburg Hbf – Donauwörth –                                              | Treuchtlingen – Ansbach – Würzburg                                                                                       | Zweistundentakt                                                                      | Arverio Bayern       |
| RE 80       | R1                  | München – Mering – Augsburg Haunstetterstraße – Augsburg Hbf – Donauwörth –                                              | Nördlingen – Aalen | Zweistundentakt                                                                      | Arverio Bayern       |
| RB86 · RB87 | R1                  | München – Mering – Augsburg Haunstetterstraße – Augsburg Hbf –                                                           | Neusäß – Gessertshausen – Dinkelscherben                                                                                 | Stundentakt                                                                          | Arverio Bayern       |
| RB86 · RB87 | R1                  | München – Mering – Augsburg Haunstetterstraße – Augsburg Hbf –                                                           | Gersthofen – Meitingen – Mertingen – Donauwörth                                                                          | Stundentakt                                                                          | Arverio Bayern       |
| RB67        | R11                 | Augsburg-Oberhausen – Augsburg Hbf – Augsburg Haunstetterstraße – Mering – Geltendorf – Weilheim (– Schongau)            | Augsburg-Oberhausen – Augsburg Hbf – Augsburg Haunstetterstraße – Mering – Geltendorf – Weilheim (– Schongau)            | Stundentakt                                                                          | Bayerische Regiobahn |
| RB67        | R11                 | Augsburg-Oberhausen – Augsburg Hbf – Augsburg Haunstetterstraße – Mering (– Geltendorf)                                  | Augsburg-Oberhausen – Augsburg Hbf – Augsburg Haunstetterstraße – Mering (– Geltendorf)                                  | Stundentakt in der Hauptverkehrszeit                                                 | Bayerische Regiobahn |
| RB13        | R2                  | Augsburg Hbf – Augsburg Haunstetterstraße – Friedberg (b Augsburg) – Aichach – Ingolstadt                                | Augsburg Hbf – Augsburg Haunstetterstraße – Friedberg (b Augsburg) – Aichach – Ingolstadt                                | 15-Minutentakt bis Friedberg, 30-Minutentakt bis Aichach, Stundentakt bis Ingolstadt | Bayerische Regiobahn |

(Stand 11. Dezember 2022)

## Nahverkehr
Unter der Eisenbahnbrücke befindet sich die Straßenbahnhaltestelle „Haunstetter Straße Bf“ der Linien 2 und 3 sowie der nur bei Bedarf verkehrenden Linien 8 (zur WWK Arena) und 9 (zum Messezentrum). Sie ermöglicht den Fahrgästen kurze und wettergeschützte Umsteigewege. Seit den Umbaumaßnahmen 2008 stehen auch Aufzüge von der Straßenbahnhaltestelle zu beiden Bahnsteigen zur Verfügung. Zudem wurde in städtischer Verantwortung ein Treppenaufgang vom südlichen Bahnsteig zur Hochfeldstraße eingerichtet.
| Straßenbahn 2                                               | P+R Augsburg West – Kriegshaber – Königsplatz – Haunstetten Nord               | 5 Min.*                      |
| Straßenbahn 3                                               | Hauptbahnhof – Königsplatz – Universität – Inninger Straße P+R (– Königsbrunn) | 5 Min. (15 Min.)*            |
| Straßenbahn 8                                               | Augsburg Königsplatz – Augsburg Fußball-Arena                                  | Sonderlinie mit Fußball-Logo |
| Straßenbahn 9                                               | Augsburg Königsplatz – Augsburg-Messezentrum                                   | Sonderlinie                  |
| Nachtbus 96                                                 | Hochzoll Nord – Moritzplatz – Augsburg-Haunstetten Süd                         | 60 Min.                      |
| * Die Taktangaben beziehen sich auf die Hauptverkehrszeiten |                                                                                |                              |